# باکی پیزارلی
باکی پیزارلی (انگلیسی: Bucky Pizzarelli؛ زادهٔ ۹ ژانویهٔ ۱۹۲۶ – درگذشته ۱ آوریل ۲۰۲۰) یک موسیقی‌دان اهل ایالات متحده آمریکا بود.